# هزارتو (ترانه تیلور سوئیفت)
«هزارتو» (انگلیسی: Labyrinth) ترانه‌ای از خواننده-ترانه‌سرای آمریکایی تیلور سوئیفت و برگرفته از دهمین آلبوم استودیویی او نیمه‌شب‌ها (۲۰۲۲) است. سوئیفت این قطعه را به‌همراه جک آنتونوف نوشت و تهیه‌کنندگی کرد. «هزارتو» ترانه‌ای سینث-پاپ و دنس پاپ، با عناصر آلترناتیو و الکترونیک است و نیز ساختاری دارد که شامل سینث‌سایزر، گیتار مبهم و ضرب‌های ترپ/هاوس می‌شود. سوئیفت این ترانه را با رنگ ملایمی می‌خواند و در سراسر اکثر ابیات از آواز منطقهٔ صوتی بالای خود استفاده می‌کند، تا زمانی که آواز او بعداً به نغمهٔ پایین‌تری تغییر داده می‌شود. در اشعار، راوی اضطراب نسبت به عاشقانه‌های تازه به دست آمده را بیان می‌کند.
در نقدهای نیمه‌شب‌ها، برخی از منتقدان این ترانه را بابت ساختار آواز و آنچه که آن را آسمانی و منظر صوتی ظریف می‌پنداشتند، تحسین کردند، اما تعداد معدودی این قطعه را ناامیدکننده دانستند. «هزارتو» به رتبهٔ چهاردهم بیلبورد هات ۱۰۰ و رتبهٔ دوازدهم ۲۰۰ آهنگ جهانی بیلبورد رسید و در میان ۲۰ عنوان برتر جدول تک‌آهنگ‌های استرالیا، کانادا، فیلیپین و سنگاپور قرار گرفت.

## پیش‌زمینه
در ۲۸ اوت ۲۰۲۲، طی سخنرانی دریافت جایزهٔ ویدئوی سال برای همه‌اش را خیلی خوب: فیلم کوتاه در مراسم موسیقی ویدئوی ام‌تی‌وی، تیلور سوئیفت خبر از انتشار دهمین آلبوم استودیویی‌اش و تاریخ انتشار قریب‌الوقوع آن را داد. بلافاصله پس از آن، سوئیفت عنوان آلبوم، یعنی نیمه‌شب‌ها و طرح روی جلد آن را در شبکه‌های اجتماعی اعلام کرد، اما مستقیماً نام قطعات آلبوم را منتشر نکرد. در ۶ سپتامبر ۲۰۲۲، انتشار ویدیویی تحت عنوان «ساخت نیمه‌شب» در اینستاگرام او، نشان داد که جک آنتونوف تهیه‌کنندهٔ آلبوم است. آنتونوف از زمان ۱۹۸۹ (۲۰۱۴) با سوئیفت کار کرده بود. در ۲۱ سپتامبر، حدود یک ماه قبل از انتشار آلبوم، سوئیفت خبر از انتشار مجموعه‌ای سیزده قسمتی به‌نام آشفتگی نیمه‌شب‌ها با من در پلتفرم رسانهٔ اجتماعی تیک‌تاک داد. در هر یک از قسمت‌های این مجموعه، سوئیفت عنوان یک قطعهٔ آلبوم را اعلام کرد. او در قسمت یازدهم این مجموعه عنوان آهنگ شماره ۱۰، یعنی «هزارتو» را اعلام کرد.

## جدول‌ها
| جدول‌ها (۲۰۲۲)                         | بالاترین جایگاه |
| ------------------------------------- | --------------- |
| استرالیا (ای‌آرآی‌ای)                   | ۱۳              |
| کانادا (۱۰۰ تک‌آهنگ داغ کانادا)        | ۱۴              |
| جمهوری چک (۱۰۰ تک‌آهنگ دیجیتال برتر)   | ۶۰              |
| ۲۰۰ آهنگ جهانی (بیلبورد)              | ۱۲              |
| یونان اینترنشنال (آی‌اف‌پی‌آی)           | ۲۵              |
| لیتوانی (AGATA)                       | ۶۴              |
| مالزی اینترنشنال (RIM)                | ۲۲              |
| فیلیپین (بیلبورد)                     | ۱۰              |
| پرتغال (ای‌اف‌پی)                       | ۳۲              |
| سنگاپور (RIAS)                        | ۱۳              |
| اسلواکی (۱۰۰ تک‌آهنگ دیجیتال برتر)     | ۶۵              |
| اسپانیا (پروموزیک)                    | ۸۱              |
| سوئد (فهرست برترین‌های سوئد)           | ۵۲              |
| سوئیس استریمینگ (Schweizer Hitparade) | ۵۸              |
| پخش جاری صوتی بریتانیا (اوسی‌سی)       | ۱۷              |
| بیلبورد هات ۱۰۰ ایالات متحده          | ۱۴              |
| ویتنام (هات ۱۰۰ ویتنام)               | ۲۸              |

## گواهی‌نامه‌ها
| منطقه                                   | گواهی | واحد گواهی‌شده/فروش |
| --------------------------------------- | ----- | ------------------ |
| کانادا (میوزیک کانادا)                  | طلا   | ۴۰٬۰۰۰             |
| رقم فروش+پخش جاری تنها بر پایهٔ گواهی‌ها. |       |                    |